# Хинкали
Хинкали (груз. ხინკალი), ово су грузијске кнедле, које су настале у грузијским планинским областима Пшави, Миулети и Хевсурети. Разне врсте хинкали су се одатле прошириле у различите деловима Кавказа. Пуњење хинкали варира у зависности од подручја. Оригинални рецепт,  хевсурули, састојао се само од исецканог меса (јагњетине или говедине помјешане са свињетином), црног лука, паприке, соли и кумина. Међутим, савремени рецепт који се углавном користи у грузијских градовима, калакури, користи биље као што су першун и коријандер. У муслиманским областима се користи готово искључиво говедина и овчетина. Печурке, кромпир, или сир се може  користити уместо меса.
Хинкали једу сам, или са туцаним црним бибером. Месно пуњење је сирово, када хинкали се умота, тако да када се куха сокови од меса остају унутар кнедле. Да би хинкали били сочнији обично се додаје топла вода или супа у мљевено месо. Хинкали, се по правилу једе тако што се прво исиса сок када се први пут загризе, како не би дошло касније до прскања. Врх, гдје се набори спајају, је жилав и није намјењен да се једе него се врати у тањир како би они који једу могли да виде колико су појели. У Грузији, овај врх се зове куди (груз. ქუდი — „шешир”) или кух (груз. კუჭი — „стомак”).
Постоји широко распрострањен начин понашања у Грузији и он говори да се ове кнедле једу рукама; коришћење прибора за јело, као што је виљушка, не сматра се пристојним.
Градови Душети, Пасанаури и Мцхета су посебно познати по својим хинкалама.